# Abass Baraou
Abass Baraou (* 28. Oktober 1994 in Aalen) ist ein deutscher Boxer togolesischer Abstammung und aktueller Europameister der EBU im Halbmittelgewicht.

## Amateurkarriere
Abass Baraou erlernte das Boxen bei Ring Frei Oberhausen und besuchte Sportinternate in Münster und Berlin.

### National
Baraou wurde 2013 nationaler U21-Meister und ist Deutscher Meister der Elite-Klasse von 2014, 2015 und 2016. Mit Motor Babelsberg wurde er zudem Deutscher Mannschaftsmeister 2016.

### International
2012 nahm er an den Jugend-Weltmeisterschaften in Armenien teil und erreichte mit zwei Siegen das Achtelfinale, wo er knapp gegen den Starter aus der Türkei unterlag.
Im Mai 2014 siegte er zudem überraschend beim Chemiepokal und wurde darüber hinaus zum besten Techniker des Turniers gewählt. Er hatte Slawa Kerber, Michael Gunitzberger, Steven Donnelly und Liu Wei besiegt.
2015 erreichte er den zweiten Platz beim Chemiepokal, als er erst im Finale knapp gegen Bjambyn Tüwschinbat unterlag. Bei den Europaspielen 2015 in Baku schied er im Viertelfinale gegen den späteren Gewinner Pərviz Bağırov aus und verpasste damit eine Medaillenplatzierung.
Um an den Olympischen Spielen 2016 in Brasilien teilzunehmen, startete er beim Qualifikationsturnier in Baku. Dort besiegte er Josh Nyika, Eumir Marcial und Mirsomuhamed Bachtiyar, ehe er im letzten Entscheidungskampf gegen Balázs Bácskai ausschied. Im März 2016 hatte er erneut den Chemiepokal gewonnen und diesmal auch Bjambyn Tüwschinbat besiegt. Sein Halbfinalgegner Andrei Samkowoi und auch sein Finalgegner Araik Marutjan waren nicht zum Kampf angetreten.
Auch 2017 gewann er den Chemiepokal und wurde wieder zum besten Techniker gewählt. Im Juni 2017 startete er bei den Europameisterschaften in der Ukraine und gewann überraschend die Goldmedaille, nachdem er sich gegen Miroslav Kapuler, Alexandros Tsanikidis, Vincenzo Mangiacapre, Vasile Belous und Pat McCormack durchgesetzt hatte. Er startete anschließend bei den Weltmeisterschaften 2017 in Hamburg, wo er gegen Juan Ramón Solano und Bjambyn Tüwschinbat ins Halbfinale einzog und dort nur knapp gegen den kubanischen Olympiasieger Roniel Iglesias mit einer Bronzemedaille ausschied.

## Profikarriere
Im März 2018 unterzeichnete Baraou einen Profivertrag bei Sauerland Event. Sein Debüt gewann er am 28. April 2018 in Offenburg vorzeitig in der vierten Runde gegen den ungeschlagenen Artur Müller (Bilanz: 5-0). In seinem erst zweiten Kampf am 2. Juni 2018 in Hannover gewann er den Deutschen Meistertitel im Halbmittelgewicht durch einen einstimmigen Punktesieg gegen den Titelträger Denis Krieger (14-5). Im Oktober 2018 verteidigte er den Titel vorzeitig gegen Robert Maess (22-1). Im Dezember 2018 konnte er Sasha Jengojan (41-5) einstimmig nach Punkten besiegen.
Am 16. Februar 2019 besiegte er den ehemaligen IBF-Weltmeister Carlos Molina (29-10) und gewann dadurch den Titel WBC-International-Champion. Ein weiterer Sieg gelang ihm am 4. Mai 2019 durch TKO gegen den Südafrikaner Ali Funeka (40-10), welcher 2009 und 2010 WM-Herausforderer der Verbände IBF, WBA und WBO war. Im September 2019 besiegte er den ungeschlagenen Ägypter Abdelghani Saber (8-0) und im Oktober 2019 den Briten John O’Donnell (33-2).
Im Januar 2020 gewann er vorzeitig gegen den Mexikaner Abraham Juárez (16-4). Gegen Jack Culcay-Keth (28-4) verlor er am 28. August 2020 knapp durch eine Split Decision nach Punkten.
2021 siegte er jeweils gegen Jay Spencer (11-2) und Meriton Karaxha (29-5). Am 19. März 2022 besiegte er den Argentinier Brian Chaves (14-1) und wurde dadurch IBO-Continental-Champion.
Im März 2024 besiegte Baraou den Engländer Sam Eggington (34-8) nach Punkten und wurde Box-Europameister im Halbmittelgewicht. Diesen Titel verteidigte er am 14. Juni 2024 in Bolton (England) erfolgreich gegen den Briten Macaulay McGowan (20-4). Nach 12 Runden siegte Baraou nach Punkten.